# Зубейр-Джамі
Зубейр-Джамі (крим. Zubayr Cami) — мечеть у Ескі-Кириму (Старому Криму), Феодосійського району Автономної Республіки Крим.
Названа на честь сподвижника пророка Магомета Джаліль Аз-Зубайра бін аль-Аувама.
За невеликого розміру святиня виглядає велично завдяки мінаретам та піднесенню.
Знаходиться на трасі Сімферополь-Керч, біля неї зустрічаються як благочестиві мусульмани, так і затяті мандрівники.
Завершена в 1994 році.